# Лубонос
Лубонос — село в Шиловском районе Рязанской области в составе Занино-Починковского сельского поселения.

## Географическое положение
Село расположено на Окско-Донской равнине на реке Лубонке в 40 км к северо-востоку от пгт Шилово (по автодороге — 53 км).
Село со всех сторон окружено большими лесными массивами. В окрестностях много оврагов (Кваченка, Проскошкина Вершина, Лубонка, Маркина Вершина, Крутой, Монахова Вершина, Тирмальский) и урочищ (Большое Болото, Кузяво Болото, Веряевское Лесничество, Лубновские Болота, Санской Лес и т. д.). Ближайшие населённые пункты — деревня Мунор, села Илебники и Занино-Починки.

## Население
| 1859 | 1897  | 1906  | 2010 |
| ---- | ----- | ----- | ---- |
| 825  | ↗1365 | ↗1842 | ↘70  |

## Происхождение названия
По мнению краеведа Н. Левошина, название села имеет гидронимическое происхождение, то есть связано с названием реки Лубонос, на берегах которой возник населенный пункт. Река же названа по местности, представляющей собой как бы полуостров с мысом, который она омывает в виде крутой дуги. Когда-то здесь росли липы, и мыс, или, как говорили, нос, служил местом заготовки липового луба. Отсюда и название Лубонос, то есть «Лубяной нос». В дальнейшем за рекой закрепилось название Лубонка.
Н. Органова указывает, что слова «луб», «лубок» означали липовое подкорье, идущее на кровли, на мочала, а с молодых лип — на лыко, из которого плели короба, лапти, кузова. Названия сел Лубяники Касимовского и Лубонос Шиловского районов говорят о бывшей когда-то здесь растительности.

## История
Впервые Лубонос упоминается в писцовых книгах за 1628—1629 гг. как «пустошь, что была деревня». Можно предположить, что поселение здесь возникло несколько ранее, не позднее начала XVII в., а к 1628 г. уже не существовало. Впоследствии поселение здесь было возобновлено, и к 1676 г. Лубонос уже снова числился деревней у села Занино-Починки.

В 1685 г. в Лубоносе был построен и освящён деревянный храм во имя Живоначальной Троицы, и деревня становится селом. Указание на это содержится в окладных книгах по Касимовскому уезду за 1685 г.: 
«В нынешнем 193 (1685) году августа в 7 день, по отписке Касимова города старост поповских — Николаевскаго попа Филиппа, да Касимовского уезду села Тырновские Слободы Покровскаго попа Василья и по скаске Касимовского уезду села Лубоноса, что была деревня, Троицкого попа Ивана, обложена в Казенном приказе церковь Живоначальные Троицы. 
У тое церкви двор попа Ивана да в приходе: 35 дворов крестьянских, церковные земли 5 четвертей в поле, в дву потомуж, сенных покосов и никаких угодий нет. Данных денег по окладу с тое церкви 29 алтын 2 денги. Пошлин гривна. А та новопостроенная церковь в вотчине великих государей духовника Меркурия Гаврилыча, а он поп Иван поставлен в то село преосвященным Павлом, митрополитом Рязанским и Муромским, в нынешнем во 193 году в генваре месяце. А та деревня Лубонос исстари была в приходе к селу Занину Починку. Церковь построена во 191 (1683) году, а освящена в нынешнем во 193 (1685) году в генваре месяце».
Эта первая Троицкая церковь в селе Лубонос, как видно из челобитной священника Герасима Григорьева, «в марте месяце 1754 г. ночною порою сгорела со всею утварью». В 1756 г. в селе на том же месте была построена новая деревянная Троицкая церковь, остатки которой сохранились до сих пор. В 1837 г. Троицкий храм в селе Лубонос был перестроен и значительно расширен, а в 1875 г. в нём был устроен новый иконостас.
В 1861 г. в селе была открыта церковно-приходская школа.

По статистическим сведениям конца XIX в. село Лубонос
«расположено на горном каменистом месте у р. Лубонос, вымерзающей зимой, недалеко течет р. Мунор, никогда не пересыхающая. В селе есть своя школа, а из торговых заведений винная лавка. Община государственных крестьян. Дети учатся бесплатно 7 месяцев в году в церковно-приходской школе своего села, которая содержится общиной. Из общественных заведений есть дом, сторожка, пожарный сарай, хлебный магазин, школа и водяная мельница на р. Муноре. Община получает аренды с мельницы 60 руб. и за землю под кирпичным сараем 20 руб. В 1874 г. пало 300 штук рогатого скота и 200 овец. В 1887 г. побило градом 100 десятин ржи и 300 десятин яровых хлебов; в том же году истреблено пожаром 6 дворов, в 1882 г. — 33 двора, в 1885 г. — 14 дворов».
К 1891 г., по данным И. В. Добролюбова, в приходе Троицкой церкви села Лубонос, состоящем из одного села, числилось 154 двора, в коих проживало 612 душ мужского и 665 душ женского пола, в том числе грамотных — 124 мужчины и 69 женщин.
К 1905 г. село Лубонос входило в состав Занинской волости Касимовского уезда и имело 225 дворов при численности населения 1842 человека.
В марте 1907 г., в ходе 1-й русской революции 1905—1907 гг., крестьяне села Лубоноса принимали участие в антицерковном движении, охватившем ряд сел Касимовского уезда. Совместно с крестьянами сел Борки и Илебники они требовали от священников уменьшения платы за требы.
В 1916 году в селе Лубонос проживало 2050 человек.

## Транспорт
Основные грузо- и пассажироперевозки осуществляются автомобильным транспортом.

## Достопримечательности
- Храм Живоначальной Троицы — Троицкая церковь. Построен в 1756 г. на средства прихожан. Находится в руинированном состоянии.[10]